# Marie-José Dusonchet
 Marie-José Dusonchet est une skieuse alpine française, née en 1940 à Évian-les-Bains (Haute-Savoie). 

## Biographie
Marie-José Dusonchet est la sœur de la skieuse alpine Anne Dusonchet (1938-2013).
Elle devient championne de France Junior de descente en février 1957 à Morzine.
En février 1959, elle est vice-championne de France du combiné au Mont-Dore. 
L'année suivante en février 1960, elle remporte deux médailles d'or et une médaille d'argent aux premières universiades d'hiver à Chamonix.
Le mois suivant, elle est sacrée championne de France de descente à La Clusaz, devant Édith Vuarnet-Bonlieu.
Elle épouse Raymond Freiher (1926-2018). La skieuse alpine Pascaline Freiher est leur fille.

## Palmarès

### Universiades
| Épreuve / Édition                    | Descente | Slalom | Combiné |
| Universiade d'hiver de 1960 Chamonix | Or       | Argent | Or      |

### Championnats de France Elite
| Édition / Epreuve           | Descente | Slalom géant | Slalom | Combiné |
| --------------------------- | -------- | ------------ | ------ | ------- |
| Championnats 1958 Valloire  | 7e       | 9e           | 9e     | 7e      |
| Championnats 1959 Mont-Dore | 5e       | Bronze       | 4e     | Argent  |
| Championnats 1960 La Clusaz | Or       | 7e           | Bronze | Bronze  |
| Championnats 1961 Morzine   | 7e       | 5e           |        |         |